# Dryinidae
Famille
Les Dryinidae sont une famille d'insectes hyménoptères apocrites de la super-famille des Chrysidoidea. Ils sont répartis en six sous-familles totalisant plus de 1 300 espèces.

## Morphologie
- Les mâles sont ailés,
- les femelles sont soit ailées, soit brachyptères, ou le plus souvent aptères.
- Les antennes sont longues et fines, à 10 articles.
- Les tarses des pattes antérieures des femelles, sauf chez les Aphelopus, sont transformés en une pince caractéristique.

## Mœurs

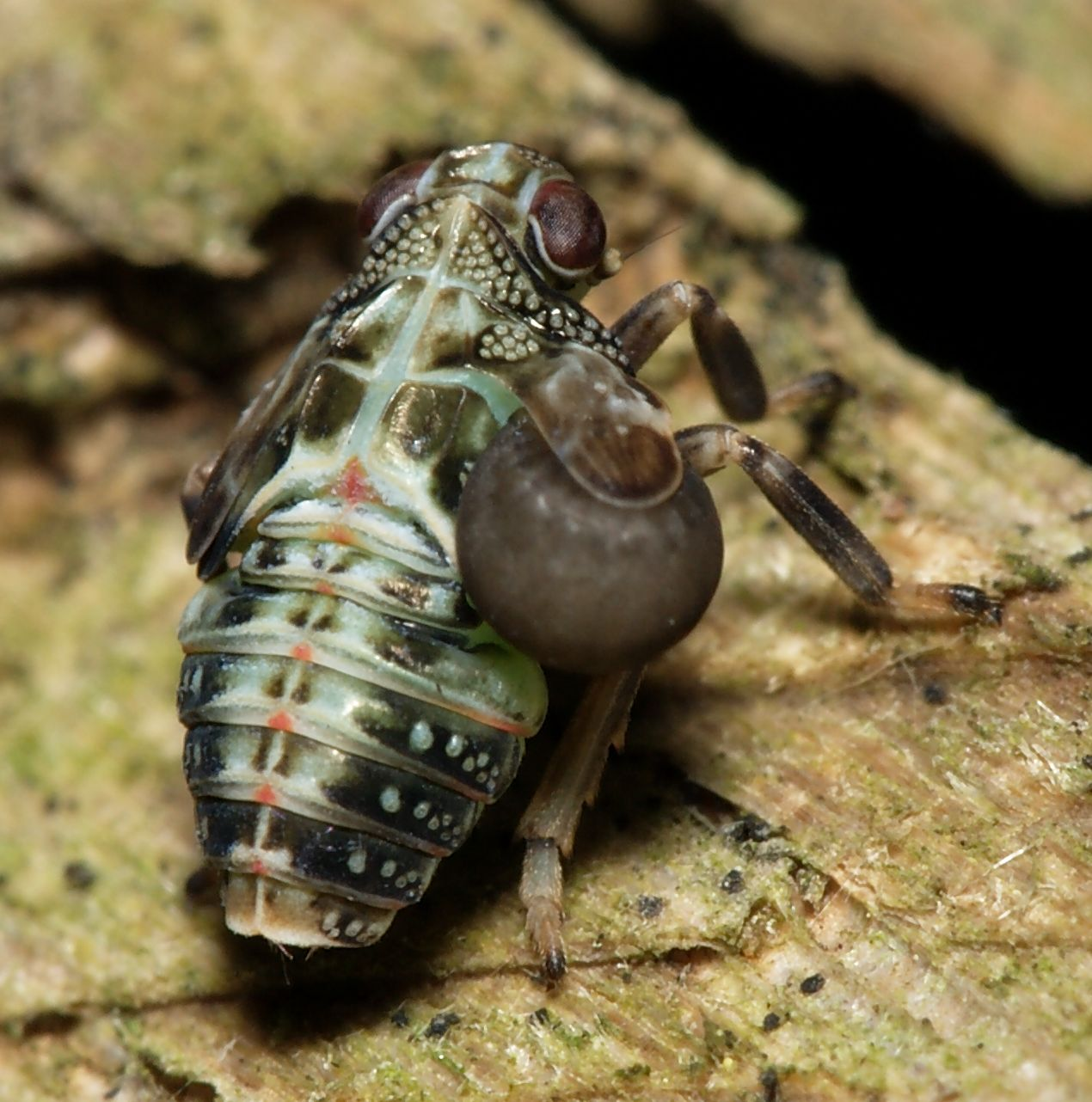
Nymphe d’Issus coleoptratus avec une larve de Dryinidae sous l'aile.

Ils parasitent les nymphes des Homoptères auchenorrhynches appartenant aux super-familles des Membracoidea et des Fulgoroidea. Les femelles saisissent leur hôte au moyen de leurs pinces et les paralysent légèrement par une piqûre puis déposent un œuf sur le côté de l'abdomen, à la base des ailes. La larve ectoparasitoïde se développe dans une sorte de sac formé par les exuvies des mues successives et qui est fixé sur le dos de la victime.
Les mâles sont rarement observés.
Ils sont parasités par des Diapriidae Ismarinae et des Encyrtidae.

## Lutte biologique
Des essais ont été faits pour les utiliser contre les Metcalfa pruinosa (Flatidae), "cicadelles" nuisibles polyphages.

## Taxinomie
- Anteoninae (R.C.L. Perkins, 1912)
  - Anteon Jurine, 1807
  - Deinodryinus R.C.L. Perkins, 1907
  - Lonchodryinus Kieffer, 1905
  - Metanteon Olmi, 1984
  - Prioranteon Olmi 1984
- Aphelopinae (R.C.L. Perkins, 1912)
  - Aphelopus Dalman, 1823
  - Crovettia Olmi, 1984
- Apodryininae Olmi, 1984
  - Apodryinus Olmi, 1984
  - Bocchopsis Olmi 1989
- Bocchinae Richards, 1939
  - Bocchus Ashmead, 1893
  - Mirodryinus Ponomarenko 1972
  - Radiimancus Moczar 1983b
  - Mystrophorus Förster 1856
- Conganteoninae Olmi, 1984
  - Conganteon Benoit, 1951
  - Fiorenteon Olmi, 1984
- Dryininae Kieffer, 1906
  - † Cretodryinus Ponomarenko 1975
  - Dryinus Latreille, 1804
  - Gonadryinus Olmi, 1989
  - † Harpactosphecion Haupt, 1944
  - Megadryinus Richards, 1953
  - Pseudodryinus Olmi 1989
  - Thaumatodryinus R.C.L. Perkins, 1905
- Gonatopodinae Kieffer, 1906
  - Adryinus Olmi, 1984
  - Echthrodelphax R.C.L. Perkins, 1903
  - Epigonatopus R.C.L. Perkins 1905
  - Esagonatopus Olmi, 1984
  - Eucamptonyx R.C.L. Perkins, 1907
  - Gonatopus Ljungh, 1810
  - Gynochelys Brues 1906
  - Haplogonatopus R.C.L. Perkins, 1905
  - Neodryinus R.C.L. Perkins, 1905
  - Pareucamptonyx Olmi, 1989
  - Pentagonatopus Olmi 1984
  - Trichogonatopus Kieffer, 1909
- † Laberitinae Olmi 1989
  - † Laberites Ponomarenko 1988
- Plesiodryininae Olmi 1987
  - Plesiodryinus Olmi 1987
- Transdryininae Olmi 1984
  - Transdryinus Olmi 1984
  - Transgonatopus Olmi 1989